# Chorale ps22

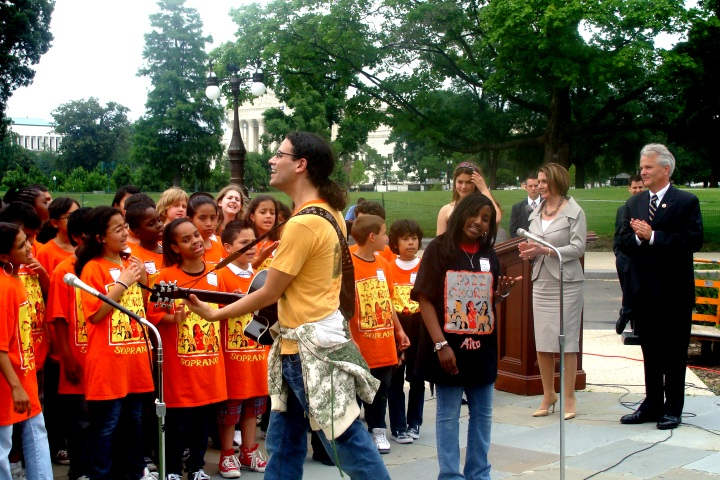
La chorale ps22 chantant au Capitole

La chorale PS22 est la chorale de la 22e école primaire de Graniteville dans le quartier de Staten Island à New York. Cette chorale est composée de 60 à 70 enfants en classe de 5e année (équivalent au CM2 en France). elle est dirigée par Gregg Breinberg. 
La réputation de cette chorale est mondiale depuis que des vidéos d'interprétation sont disponibles sur YouTube. En octobre 2024, les vidéos de la chorale ont été vues plus de 134 millions de fois.

## Musique
Bien que PS22 soit surtout connu pour ses interprétations de chansons pop classiques, son répertoire contient majoritairement des artistes alternatifs (comme Tori Amos, Björk, etc), mais contient aussi des titres originaux créés par le directeur (ou même les étudiants) tel que des chants médiévaux, traditionnels, gospel, R&B, et autres chansons pop moins connues.
En 2011, ils sont invités pour chanter à la 83e cérémonie des Oscars à Hollywood.